# Chamoson
Chamoson (dt. Tschamboss) ist eine politische Gemeinde und eine Burgergemeinde des Bezirks Conthey im französischsprachigen Teil des Kantons Wallis in der Schweiz. Chamoson ist die zweitgrösste Weinbaugemeinde der Schweiz (siehe hierzu Weinbau in der Schweiz) und die grösste im Kanton Wallis.
Der Ortsteil Saint-Pierre-de-Clages ist das einzige Bücherdorf der Schweiz. Im village Suisse du Livre haben sich zahlreiche Antiquariate und Buchläden angesiedelt.

## Geografie
Chamoson liegt auf der Nordseite der Rhone auf halbem Weg zwischen Sion und Martigny. Die Lage auf dem Schwemmkegel des Bergbachs Losentse, geschützt durch den Ardève und die Felswände des Haut de Cry, eignet sich hervorragend für den Weinanbau.
Die Gemeinde besteht aus den Dörfern Chamoson und Saint-Pierre-de-Clages, dem Ferienort Mayens-de-Chamoson sowie den Weilern Grugnay, Les Vérines und Némiaz. Die Nachbargemeinden von Chamoson sind im Norden Conthey, im Osten Ardon, im Südosten Nendaz, im Süden Riddes, im Westen Leytron und im Nordnordwesten Bex (VD).

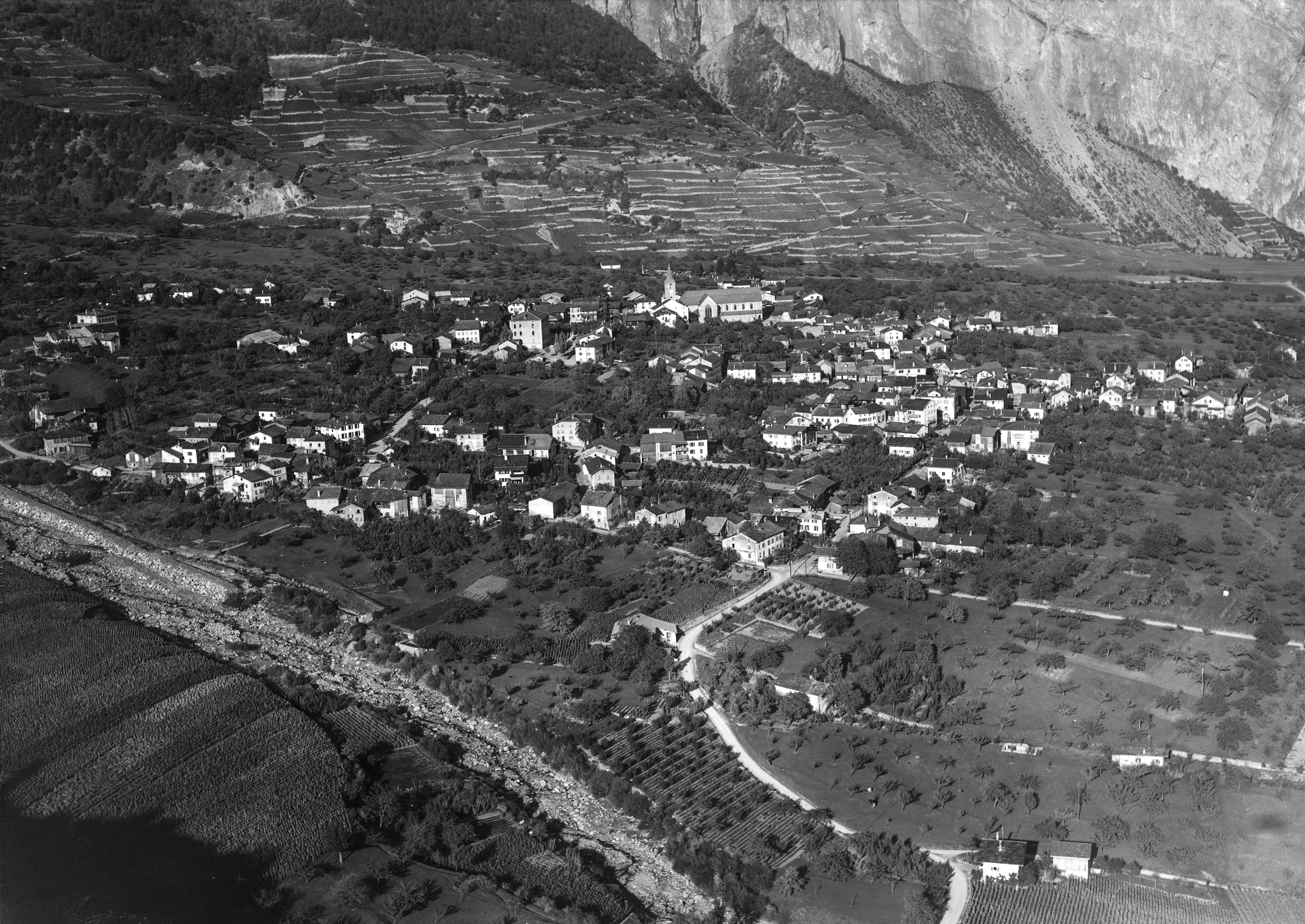
Historisches Luftbild von Werner Friedli von 1955

## Geschichte
Archäologische Funde aus dem Neolithikum belegen eine frühe Besiedlung des Schwemmkegels der Losentse. 1050 wird der Ort erstmals urkundlich unter dem Namen Camusia erwähnt. 1233 brannten savoyardische Truppen das Dorf, das damals Scamosun hiess, fast vollständig nieder.
Chamoson war bis 1798 Teil der Herrschaft Ardon-Chamoson. Von 1798 bis 1815 gehörte Chamoson zum Bezirk Martigny, ab 1815 dann zum neu entstandenen Bezirk Conthey.

## Politik
Die Exekutive der Gemeinde Chamoson, der Conseil communal, besteht aus fünf Mitgliedern. Die parteipolitische Zusammensetzung für die Legislaturperiode 2021–2024 ist folgendermassen: CVP 2, FDP 2, PIC (Parti indépendant de Chamoson) 1. Gemeindepräsident ist Marcel Crittin (CVP).
Bei den Schweizer Parlamentswahlen 2019 betrugen die Wähleranteile in der Gemeinde Chamoson: CVP 28,8 %, SVP 21,5 % FDP 18,1 %, SP 15,5 %, Grüne 12,6 %.

## Bevölkerung
| Bevölkerungsentwicklung | Bevölkerungsentwicklung | Bevölkerungsentwicklung | Bevölkerungsentwicklung | Bevölkerungsentwicklung | Bevölkerungsentwicklung | Bevölkerungsentwicklung | Bevölkerungsentwicklung | Bevölkerungsentwicklung | Bevölkerungsentwicklung | Bevölkerungsentwicklung | Bevölkerungsentwicklung | Bevölkerungsentwicklung | Bevölkerungsentwicklung | Bevölkerungsentwicklung |
| ----------------------- | ----------------------- | ----------------------- | ----------------------- | ----------------------- | ----------------------- | ----------------------- | ----------------------- | ----------------------- | ----------------------- | ----------------------- | ----------------------- | ----------------------- | ----------------------- | ----------------------- |
| Jahr                    | 1850                    | 1900                    | 1950                    | 1980                    | 2000                    | 2010                    | 2012                    | 2014                    | 2015                    | 2016                    | 2017                    | 2018                    | 2019                    | 2020                    |
| Einwohner               | 1140                    | 1731                    | 2053                    | 2094                    | 2497                    | 3068                    | 3286                    | 3461                    | 3587                    | 3721                    | 3787                    | 3897                    | 3915                    | 3986                    |

Die Bevölkerungszahl von Chamoson nimmt seit 1980 stetig zu. Der Grossteil der Bevölkerung lebt im Hauptort Chamoson und in St-Pierre-de-Clages.
| Bevölkerungsentwicklung pro Ort | Bevölkerungsentwicklung pro Ort | Bevölkerungsentwicklung pro Ort | Bevölkerungsentwicklung pro Ort |
| ------------------------------- | ------------------------------- | ------------------------------- | ------------------------------- |
| Jahr                            | 2010                            | 2015                            | 2020                            |
| Chamoson                        | 1821                            | 2116                            | 2196                            |
| St-Pierre-de-Clages             | 509                             | 555                             | 778                             |
| Mayens-de-Chamoson              | 249                             | 292                             | 328                             |
| Les Vérines                     | 215                             | 211                             | 253                             |
| Grugnay                         | 157                             | 212                             | 248                             |
| Némiaz                          | 87                              | 112                             | 114                             |

## Weinbau
Chamoson ist mit einer Anbaufläche von über 400 ha und über 50 Weinproduzenten die grösste Weinbaugemeinde im Kanton Wallis. Auf einer Höhe zwischen 450 und 750 m ü. M. werden insgesamt 21 Rotwein- und 18 Weissweinsorten angebaut. Die häufigsten Weinsorten sind Pinot Noir, Sylvaner (im Wallis Johannisberg genannt) und Gamay. Die Spezialität von Chamoson ist der Johannisberg. Mit rund 75 ha Anbaufläche ist Chamoson mit Abstand der grösste Produzent von Johannisberg (Sylvaner) in der Schweiz. Chamoson nennt sich deshalb auch Terre de Johannisberg. In Chamoson haben vier Rebsorten das Qualitätslabel Grand Cru AOC Wallis. Es sind dies Johannisberg, Petite Arvine, Pinot Noir und Syrah.

## Tourismus
Chamoson bietet ein breites Angebot im Bereich Weintourismus an. Neben Besichtigung von Weinkellern mit Degustationen gibt es zahlreiche Wanderwege durch die Rebberge und einen Weinlehrpfad. Chamoson liegt am Walliser Weinweg, der zu Fuss, mit dem Fahrrad oder dem Auto absolviert werden kann. Im Bücherdorf St-Pierre-de-Clages gibt es zahlreiche Buchläden und Antiquariate und einmal pro Jahr findet ein Bücherfest statt.
Der Ferienort Mayens-de-Chamoson ist mit dem Kur- und Wintersportort Ovronnaz auf dem Gemeindegebiet von Leytron verbunden. In Mayens-de-Chamoson gibt es Langlaufloipen und Schneeschuhwege. Im Sommer ist der Ort Ausgangspunkt für Bergwanderungen.

## Verkehr
Der Bahnhof von Chamoson liegt bei Saint-Pierre-de-Clages an der Bahnlinie von Brig nach Monthey. Das Dorf Chamoson liegt an der Buslinie Sion–Martigny. Zudem gibt es eine Busverbindung vom Bahnhof über Saint-Pierre-de-Clages, Chamoson, Grugnay, Les Vérines und Mayens-de-Chamoson nach Ovronnaz in der Gemeinde Leytron.
Über die Autobahneinfahrt Riddes hat Chamoson eine gute Anbindung an die Autobahn A9. Die Hauptstrasse 9 von Brig nach St-Maurice führt bei Saint-Pierre-de-Clages vorbei. Chamoson liegt an der Hauptstrasse 71, die von Ardon nach Martigny führt und das Dorf mit den Nachbarorten Ardon und Leytron verbindet. Die Hauptstrasse 69 verbindet Chamoson mit Saint-Pierre-de-Clages und Mayens-de-Chamoson.

## Schlammlawinen
Am 7. August 2018 ist eine Schlammlawine auf dem Gemeindegebiet von Chamoson niedergegangen (im Ortsteil Grugnay). Verletzt wurde niemand, es entstand ein leichter Sachschaden. Gut ein Jahr später, am 11. August 2019 hat eine Schlammlawine beim Bergbach Losentse am westlichen Ortsrand von Chamoson einen Mann und ein sechsjähriges Mädchen mitgerissen. Beide kamen ums Leben.

## Sehenswürdigkeiten

### Weinberge bei Chamoson
Chamoson bildet zusammen mit den Weinbergen der Gemeinden Ardon, Leytron und Saillon das grösste zusammenhängende Weinbaugebiet des Kantons Wallis. Besonders spektakulär sind die steilen, auf Terrassen angelegten Abschnitte unterhalb der Felswände des Haut de Cry. Von hier hat man einen schönen Ausblick auf das Rhonetal. Ein Weinlehrpfad informiert über den Weinanbau in der Region.

### Kirche Saint-André
Die katholische Pfarrkirche St. André wurde in ihrer heutigen Form in den Jahren 1929 und 1930 im neugotischen Stil errichtet. Der Kirchturm stammt noch von der Vorgängerkirche aus dem Jahr 1751. Die Wandmalereien und die Glasfenster wurden von Edmond Bille 1930 erschaffen.

### Ortszentrum von Saint-Pierre-de-Clages
Am Dorfplatz von Saint-Pierre-de-Clages befinden sich gegenüber der Kirche mehrere Gasthäuser aus dem 16. Jahrhundert. Ausserdem sind einige bemerkenswerte Bürgerhäuser erhalten geblieben, die ein Zeugnis vom ländlich-bürgerlichen Wohlstand aus vergangenen Jahrhunderten ablegen.

### Bücherdorf Saint-Pierre-de-Clages
Saint-Pierre-de-Clages ist das einzige Schweizer Bücherdorf (Village Suisse du Livre). Im Ortskern befinden sich zahlreiche Buchläden und Antiquariate. Jedes Jahr findet hier Ende August ein dreitägiges Bücherfest statt.

### Kirche Saint-Pierre
Der romanische Kirche im Ortsteil Saint-Pierre-de-Clages stammt aus dem 11. Jahrhundert und wurde 1153 erstmals urkundlich erwähnt.
Siehe auch: Saint-Pierre-de Clages

## Bilder

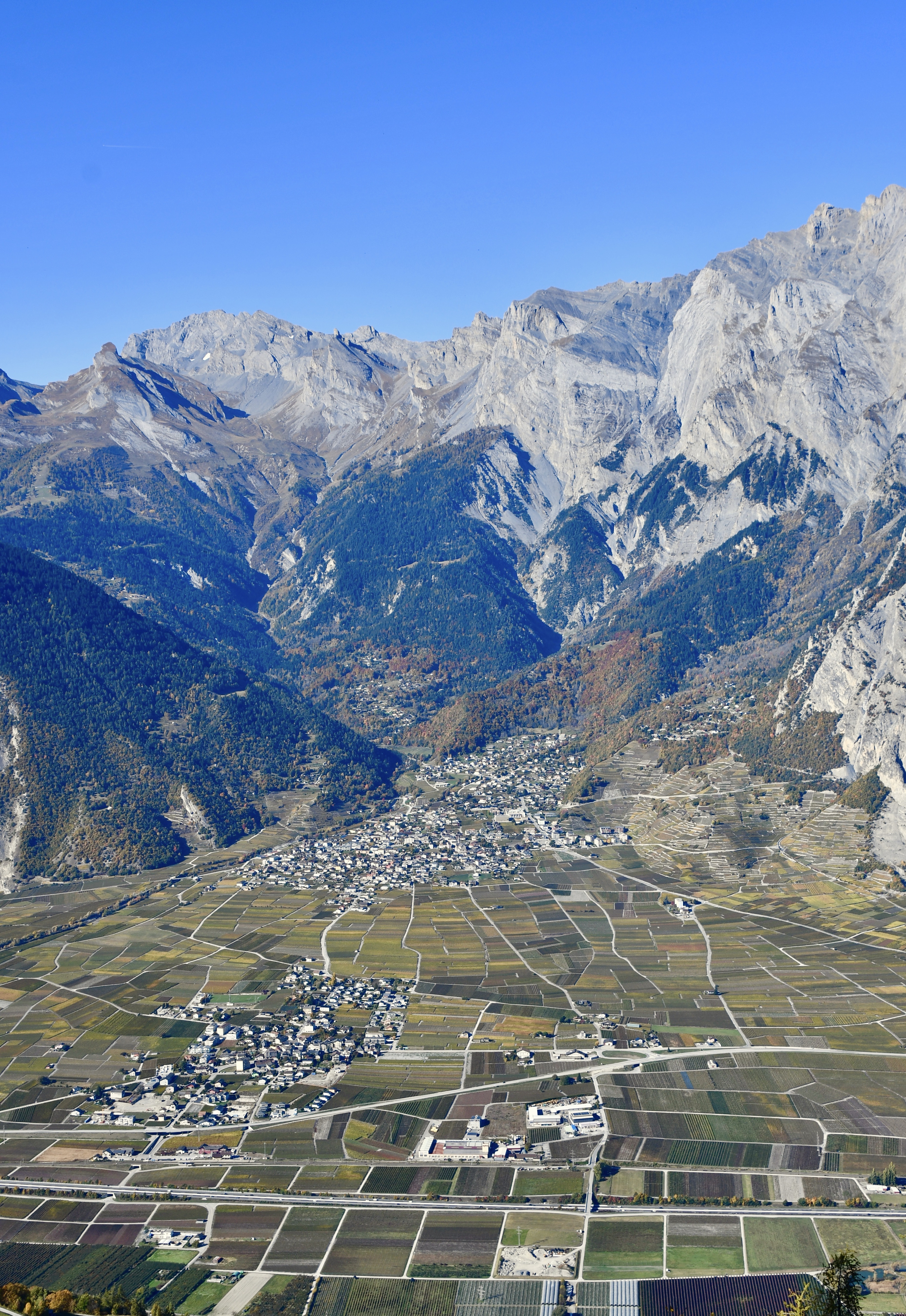
Gemeinde Chamoson
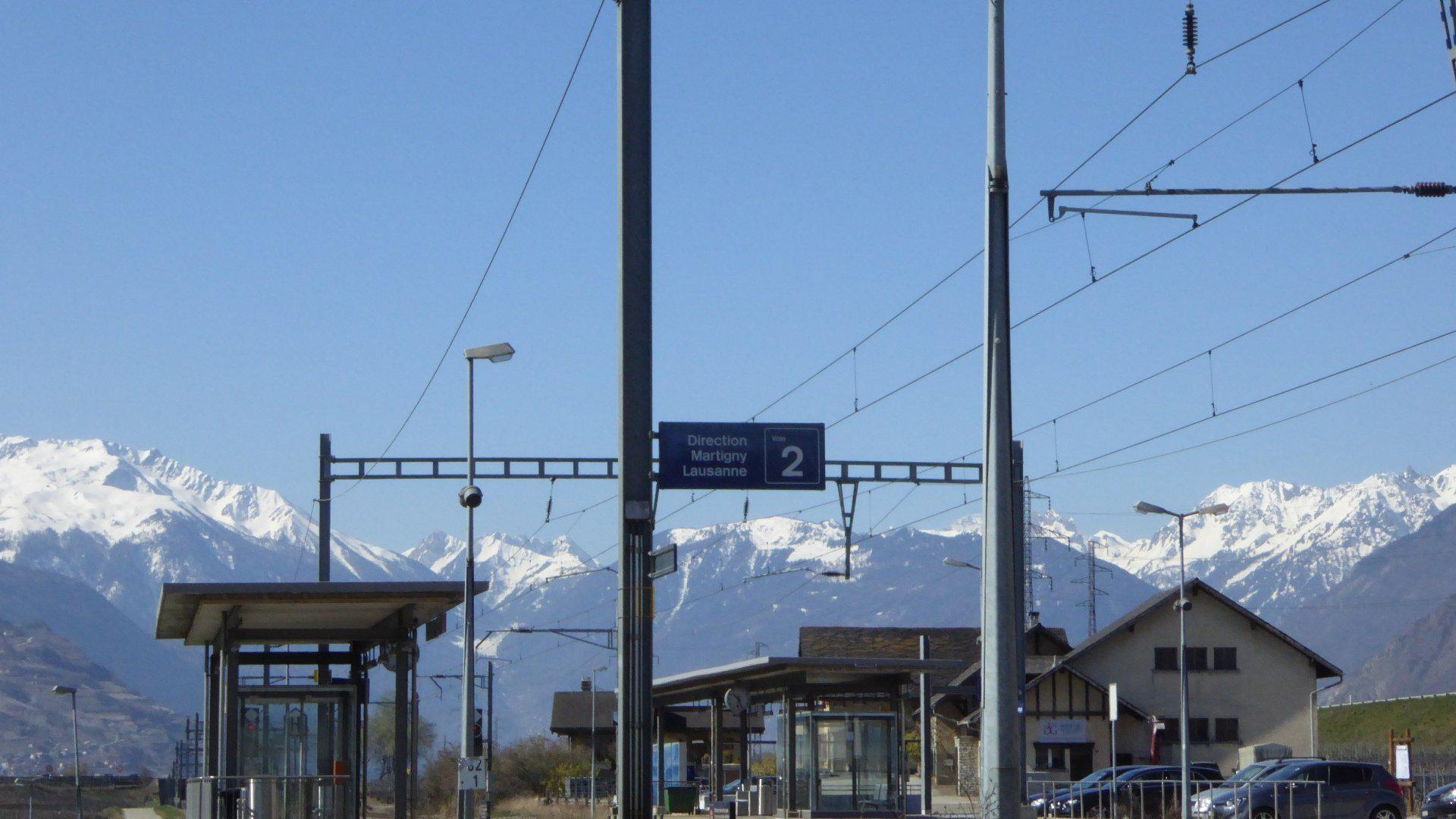
Bahnhof Chamoson bei St-Pierre-de-Clages
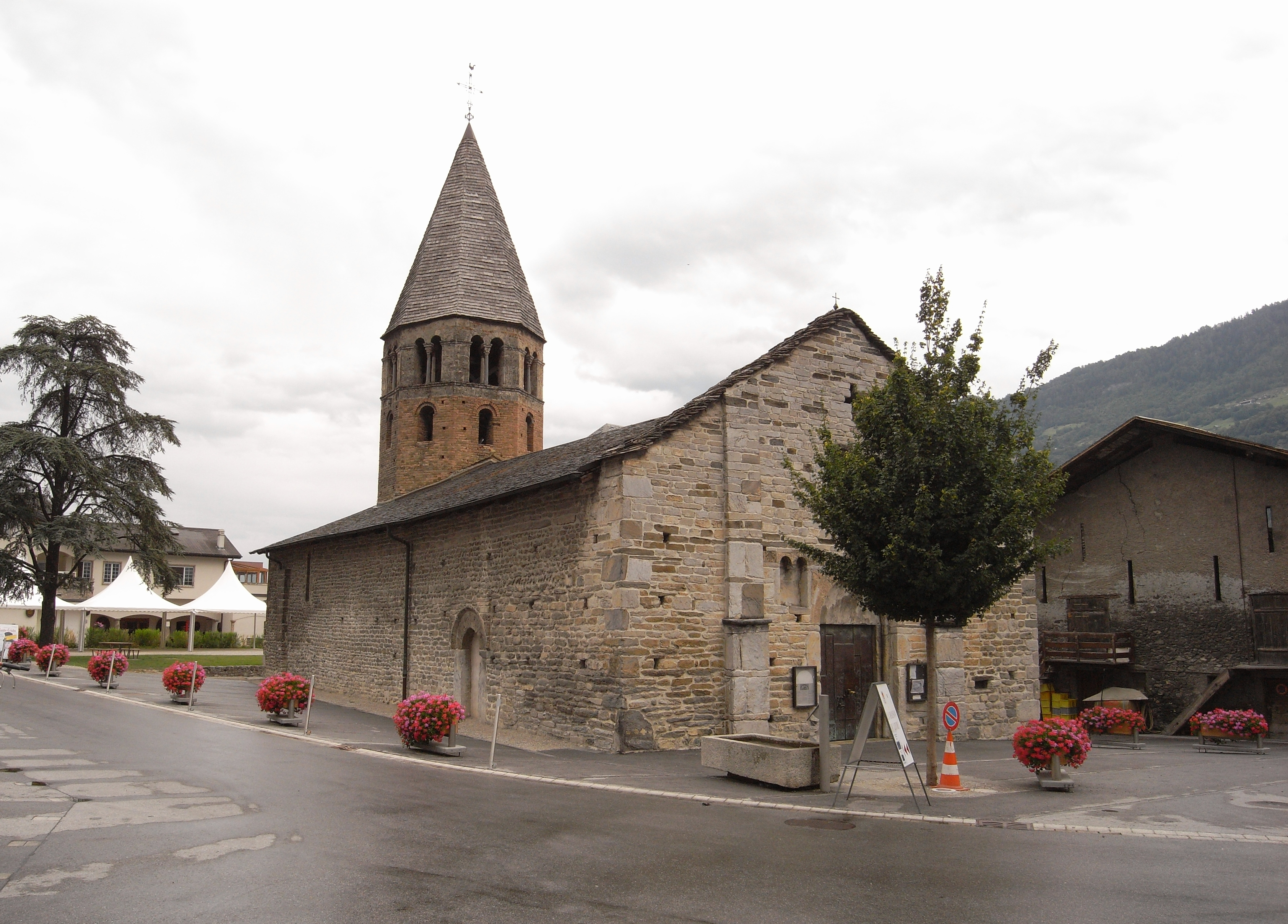
Kirche St-Pierre-de-Clages
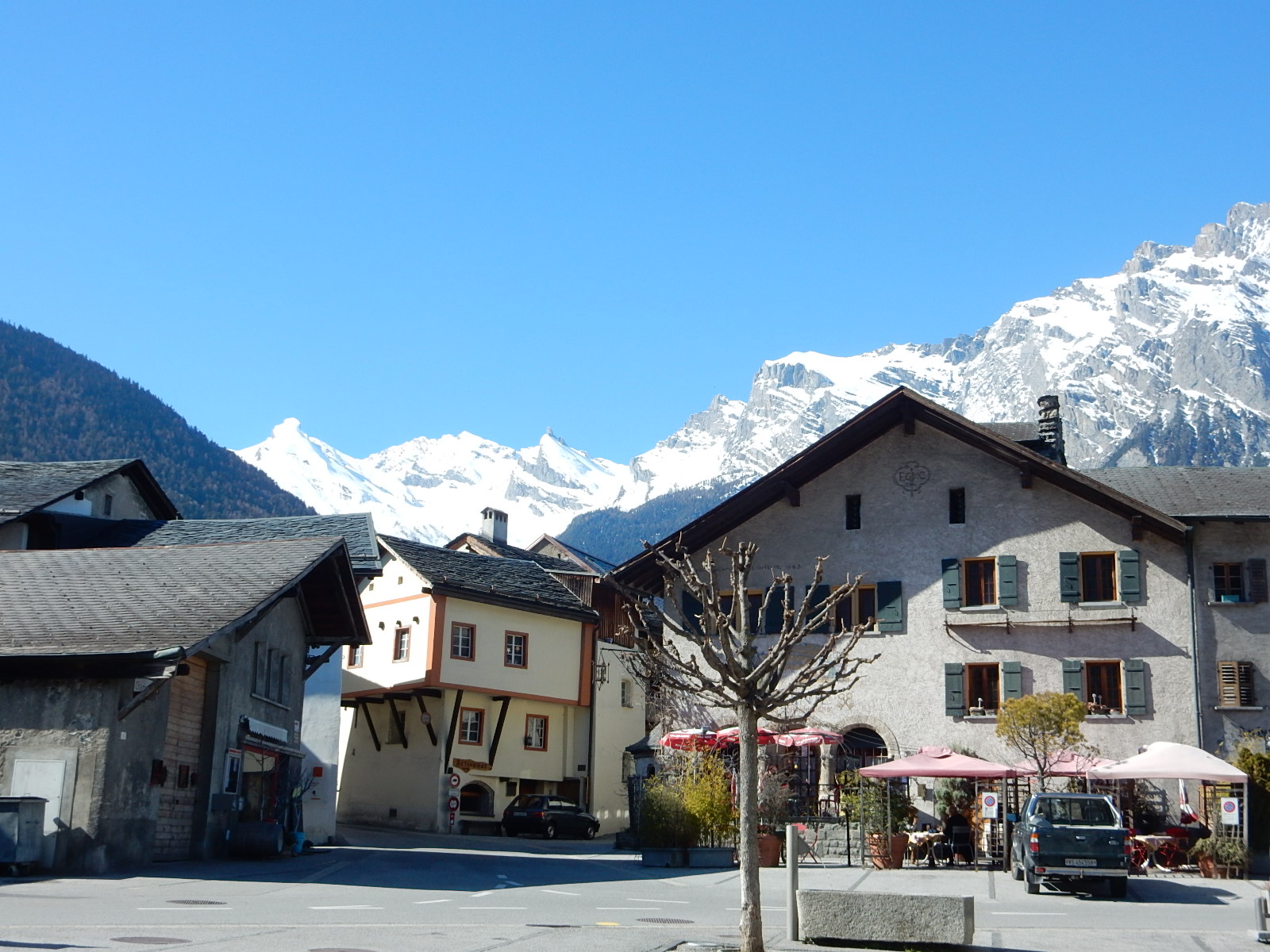
Ortszentrum St-Pierre-de-Clages
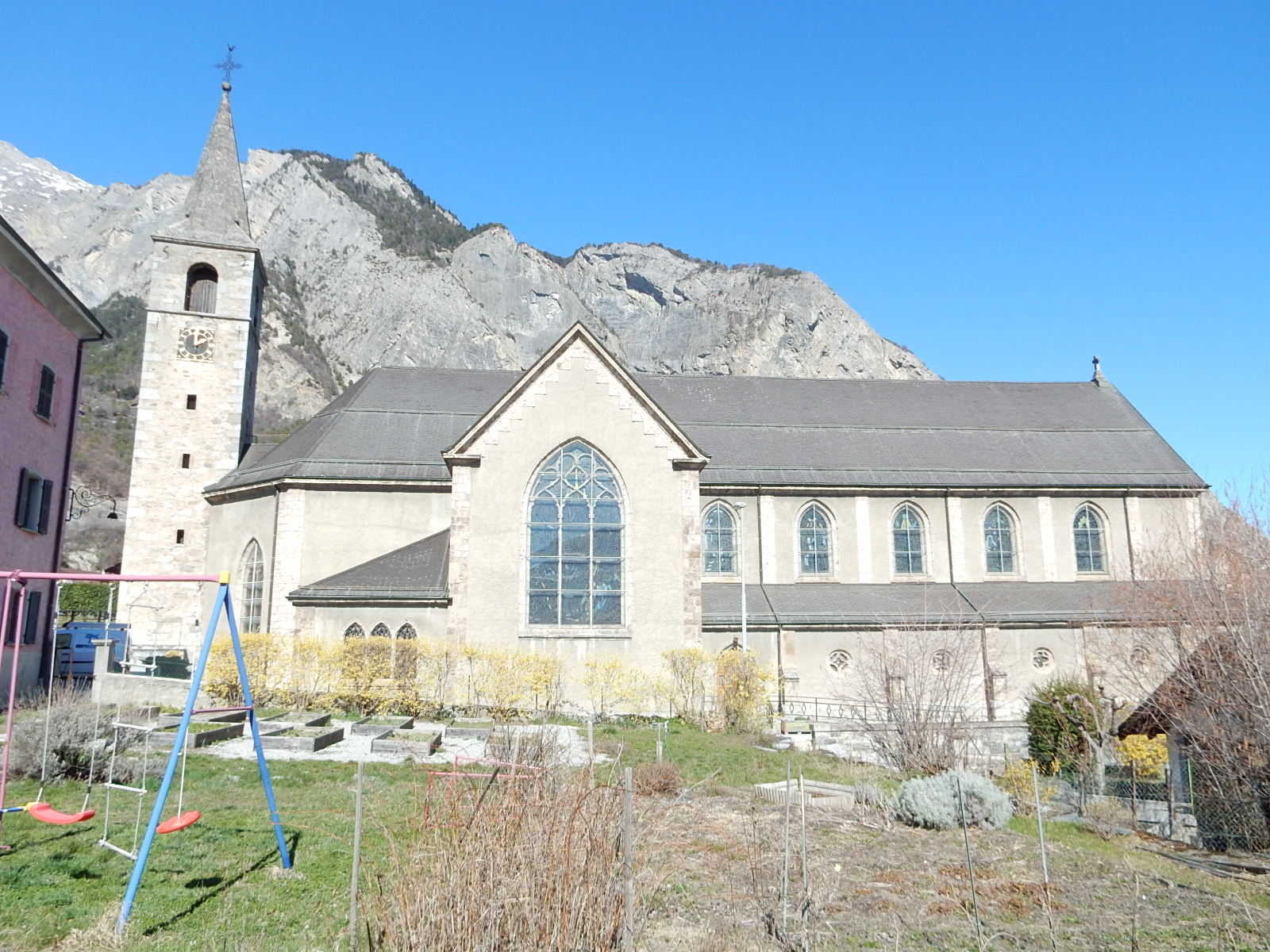
Kirche Chamoson

## Partnerschaften
Chamoson hat eine Städtepartnerschaft mit der Gemeinde Degersheim SG.